# Licuala elegantissima
Licuala elegantissima är en enhjärtbladig växtart som beskrevs av Henry Nicholas Ridley. Licuala elegantissima ingår i släktet Licuala och familjen Arecaceae. Inga underarter finns listade i Catalogue of Life.